# آلبرت فورستر
آلبرت فورستر (به آلمانی: Albert Forster) (زاده ۲۶ ژوئیه ۱۹۰۲ - درگذشته ۲۸ فوریه ۱۹۵۲ ) یک سیاستمدار آلمانی در دوره رایش سوم و از سال ۱۹۳۵ تا سال ۱۹۴۵ گولایتر دانتزیگ بود.